# ملخ‌زدگان
ملخ‌زدگان فیلمی به کارگردانی ناصر محمدی و نویسندگی محمدرضا شهریاری محصول سال ۱۳۶۲ است.

## خلاصه داستان
مزارع پر محصول یک روستای کویری، در فصل برداشت گندم است. تلاش اهالی برای دفع ملخها بی‌نتیجه می‌ماند و محصول نابود می‌شود. چند تن از اهالی که تاب تحمل این ضربهٔ اقتصادی و روحی را ندارند، خود را ملخ می‌پندارند و در جست‌وجوی گندم راهی بیابانها و گندمزارها می‌شوند؛ و موقعی که مزارع را خالی می‌بینند با هجوم به روستا اموال مردم را غارت می‌کنند. اهالی ابتدا با آنها مدارا می‌کنند، سپس در مرافعه‌ای خونین ملخ زدگان (ملخ شدگان) را از پا درمی‌آورند. با نابودی آنها روستا آرامش خود را بازمی‌یابد.
لوکیشن این فیلم در روستای محمدآباد همایونی در شهرری بوده است.

## بازیگران
- ناصر واثق
- فخری خوروش
- جعفر والی
- هادی اسلامی
- نعمت اله گرجی
- رضا حکم آبادی
- خسرو امیرصادقی
- علی امجدی
- محمود احمدی
- جواد زواره
- مریم فرخ‌نیا
- شیرین بختیاری
- پروین سامی وش
- یداله گرامی
- فرهاد خانمحمدی
- منوچهر ولی نژاد
- کریم نشاط
- فیروز
- عباس مختاری